# Kim Nam-ju
Kim Nam-ju (geboren 1946 in Haenam, in der Provinz Jeollanam-do; gestorben 1994) war ein südkoreanischer Lyriker.

## Leben
Kim studierte Englisch an der Chonnam National University. Er gilt als einer der wichtigsten Künstler innerhalb der Minjung-Bewegung der späten 1970er und der 1980er Jahre in Südkorea. Er wurde aufgrund seines politischen Engagements zweimal inhaftiert. Die Jahre 1980–1988 verbrachte er im Gefängnis in Gwangju. Während seiner Haftzeit schrieb er viele Gedichte über den Gwangju-Aufstand im Mai 1980, Südkoreas Militärregierung, die Teilung Nord- und Südkoreas, und den neokolonialen Einfluss der USA. Die Gedichte, die er mithilfe eines aus einer Zahnbürste gefertigten Stifts in Milchkartons kratzte, wurden von Freunden innerhalb und außerhalb des Gefängnisses hinausgeschmuggelt und gelangten so zur Veröffentlichung Nach seiner Begnadigung 1988, setzte er seinen schriftstellerische und politische Arbeit fort. Kim verstarb 1994 an einer Krebserkrankung.